# Villa Rustica (Littlecote)

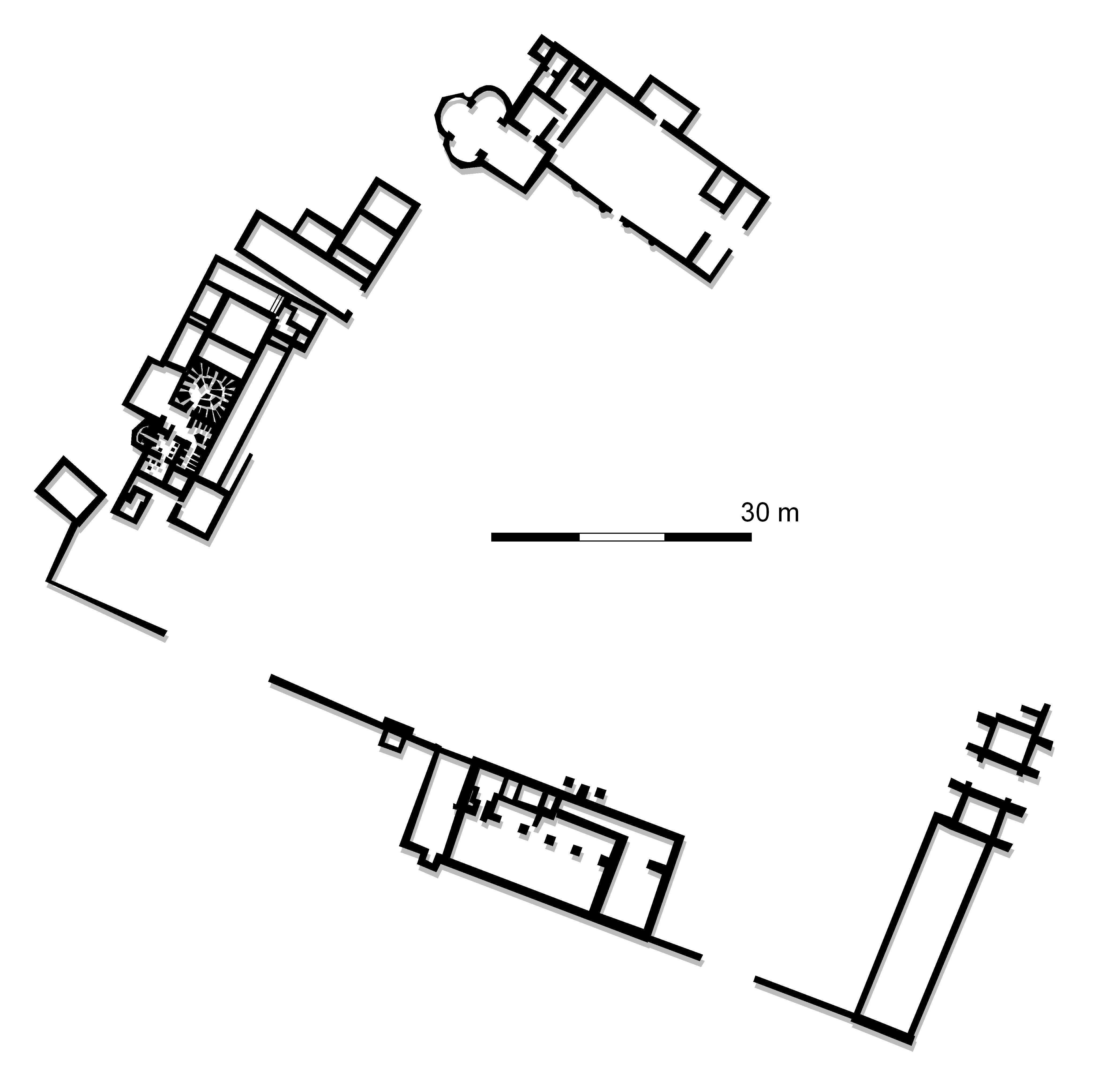
Plan der Villa von Littlecot

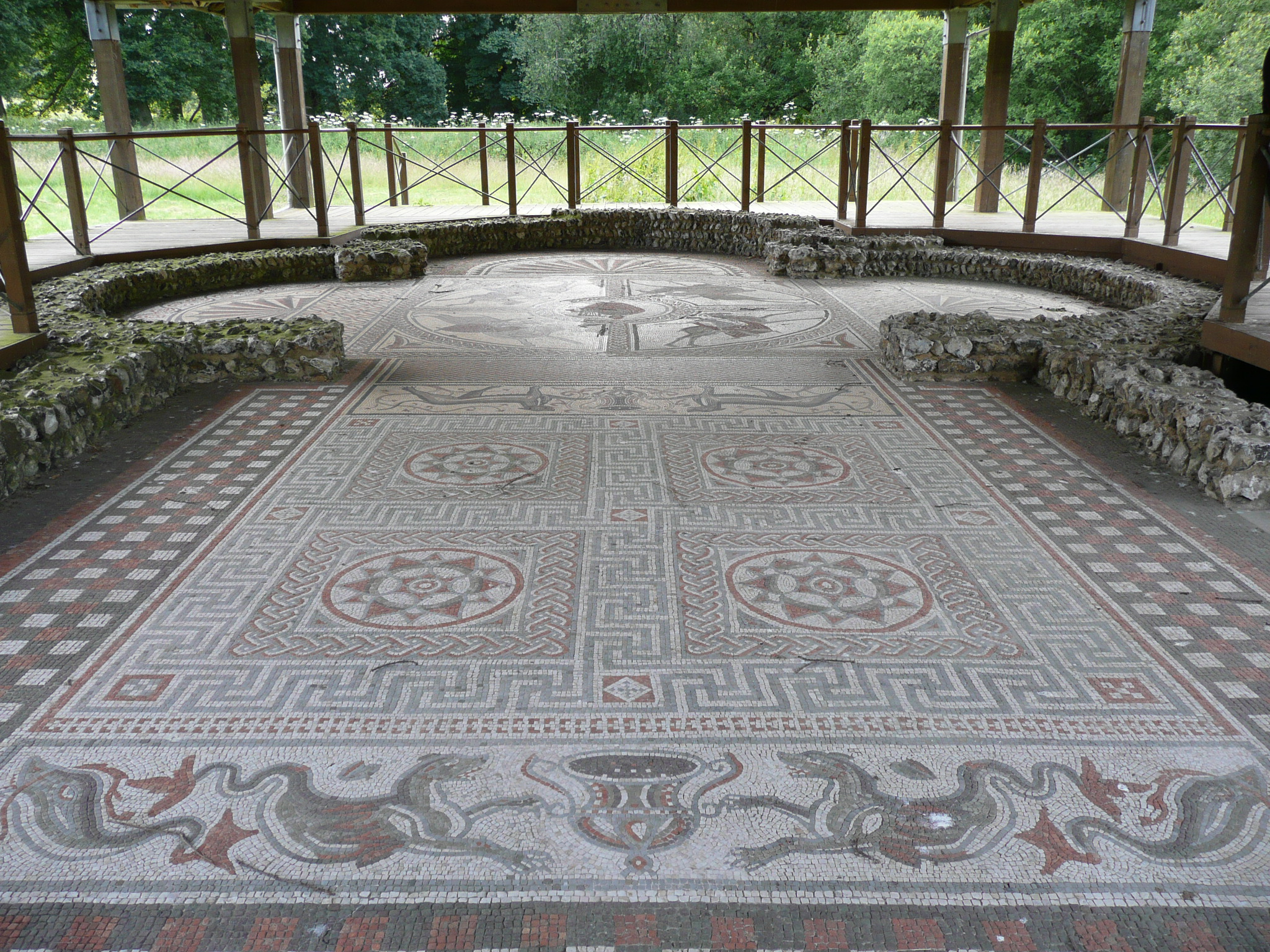
Das Orpheusmosaik

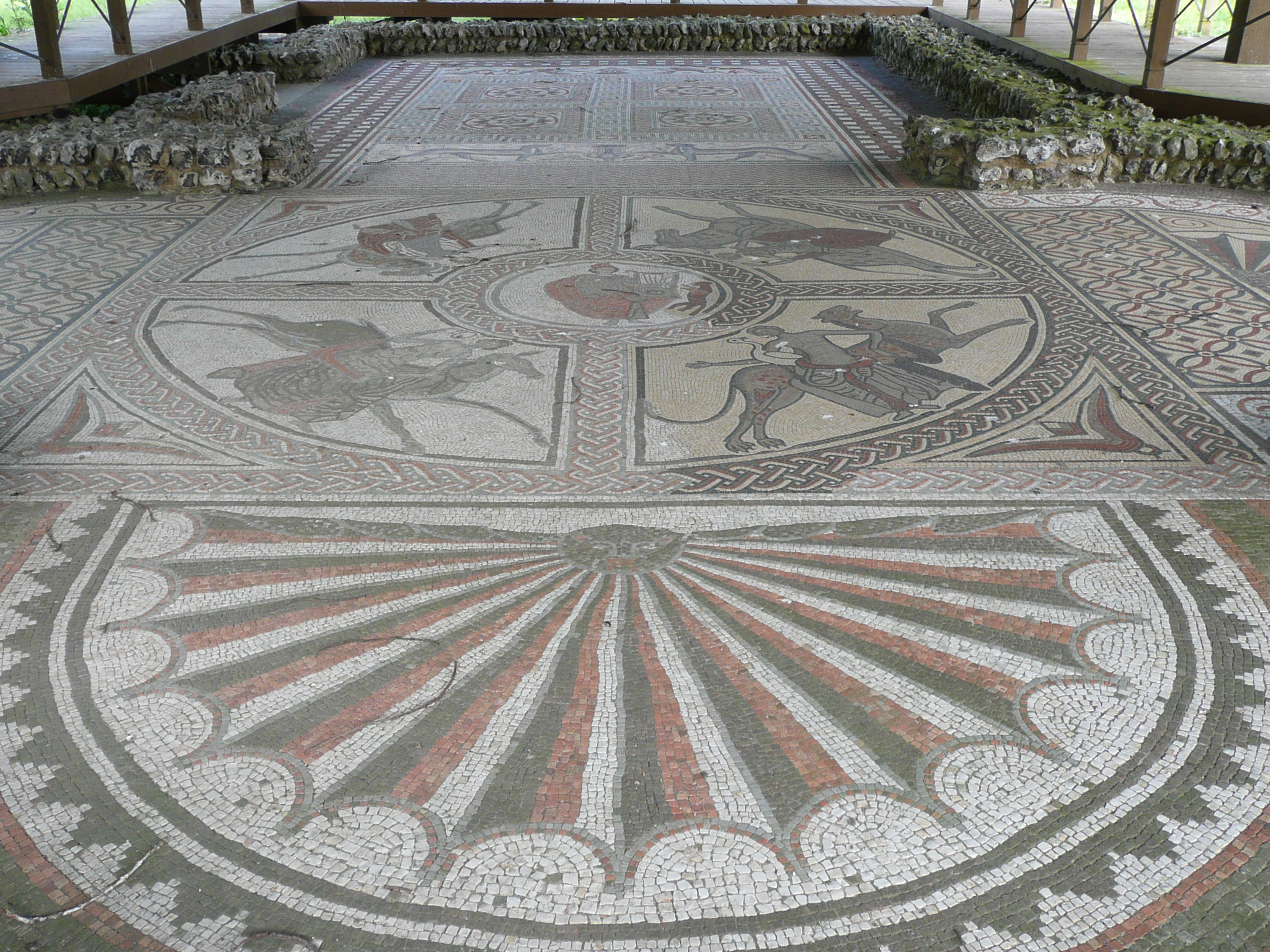
Das Orpheusmosaik

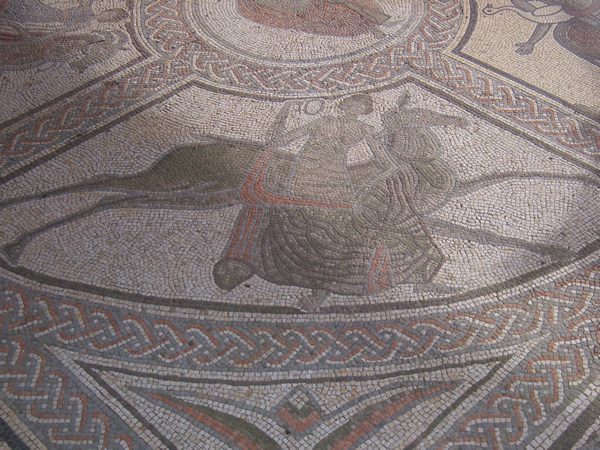
Das Orpheusmosaik, Detail

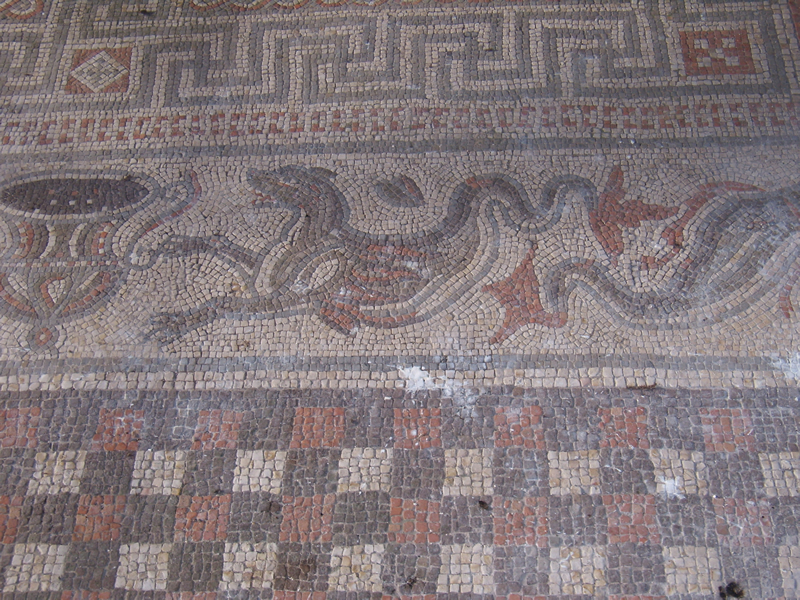
Mosaik, Detail

Die Villa Rustica bei Littlecote (in Wiltshire, nahe der Stadt Hungerford (Berkshire)) zählt zu wichtigsten römischen Villen Englands. Sie gehört auch zu den wenigen Villen in England, die fast vollständig ausgegraben wurden. Sie ist vor allem wegen ihres Orpheusmosaiks bekannt.

## Chronologie
Streufunde belegen, dass der Platz der späteren Villa schon seit neolithischer Zeit bewohnt war. Mit Ankunft der Römer in Britannien entwickelte sich hier ein kleines Dorf entlang einer Straße. Am Beginn des ersten Jahrhunderts n. Chr. entstand eine erste Villa. Nördlich der Straße ersetzte ein großer Holzbau die hier stehenden Hütten. In dem Gebäude wurden Brot und Bier hergestellt. Südlich der Straße stand vielleicht ein kleines Heiligtum. Um 170/180 n. Chr. wurde das Heiligtum eingeebnet und ein großes zweistöckiges Haus aus Feuersteinen errichtet. Das Haus hatte Badezimmer und Küchen. Um 220 n. Chr. erhielt der Hauptraum des Hauses Hypokausten. Etwas später wurde die Bäckerei durch ein Steinhaus ersetzt und diente wohl als Scheune. Südlich davon entstand eine weitere Scheune. Um 270/280 n. Chr. wurde das Haus erneut grundlegend umgebaut. Statt des nun aufgegebenen Badetrakts wurden hier Zimmer erschaffen, die teilweise mit Mosaiken ausgestattet waren. Ein Bad wurde in das nördliche Haus, das vorher als Scheune gedient hatte, eingebaut. Etwas später entstand zwischen den beiden Bauten ein weiterer Wohnbau und die Anlage erhielt im Osten ein monumentales Tor. Um 360 n. Chr. erfolgte im nördlichen Bau die Errichtung eines Trikonchos, das mit Mosaiken ausgestattet war. Nach 400 n. Chr. verfielen die Gebäude, obwohl der Platz der Villa wahrscheinlich durchgehend besiedelt blieb.
Das Mosaik wurde 1727 von William George, dem Gutsverwalter unter Sir Francis Popham gefunden. Im April 1728 berichtete die Society of Antiquaries of London über den Fund. Der Altertumswissenschaftler Roger Gale bezeichnete ihn als das schönste Mosaik, auf das jemals die Sonne in England geschienen habe. Es wurde kurz darauf wieder vergraben und galt seitdem als verschollen, wurde jedoch 1976 wiederentdeckt. Von 1976 bis 1991 wurde die gesamte Villa ausgegraben. Das Mosaik, das bei der ersten Auffindung wahrscheinlich noch vollständig war, war nun nur noch zur Hälfte erhalten. Es wurde anhand der alten Zeichnungen restauriert. Die Villa kann heute besichtigt werden.

## Die Gebäude

### Die Villa
Die eigentliche Villa stammt aus der Zeit um 170 n. Chr. In dieser Zeit war sie wahrscheinlich zweistöckig mit einer Portikus an der Front. Es erfolgten im Laufe der Zeit diverse Umbauten. In der Mitte des Baues gab es einen großen beheizbaren Raum, der einst auch mit einem Mosaik geschmückt war, von dem sich aber nur noch wenige Reste fanden. Auch dieser Raum wurde mehrmals umgebaut. Die Hypokausten stammen aus der Zeit um 220 n. Chr., wurden aber schon um 270 n. Chr. wieder aufgefüllt. In dieser Zeit erhielt der Raum ein neues Mosaik. Es gab einen Badetrakt und turmartige Anbauten an der Front.

### Arbeiterhaus
Nördlich der Villa befand sich ein weiteres, kleineres Gebäude, das um 270 n. Chr. errichtet wurde. Es scheint sich um ein Gebäude für Diener gehandelt zu haben. Es gab eine Küche und zwei Wohnräume. Unter dem Fußboden einer der Räume fand sich die Bestattung eines Kleinkindes.

### Scheune
Im Süden stand eine große Scheune, die in der ersten Hälfte des dritten Jahrhunderts errichtet und um 270 n. Chr. erheblich umgebaut wurde. Es gab einen eigenen Badetrakt. Im Zentrum befand sich eine große Halle, die aber im Laufe der Zeit anscheinend unterteilt wurde. Eine Küche war eingebaut.

### Das Eingangstor
Im Osten des Villenkomplexes stand eine große Halle, die vielleicht als Stall gedient hat. Daneben wurde eine Toranlage errichtet, deren Innenräume wahrscheinlich als Speicher dienten.

### Das Haus mit dem Orpheusmosaik
Das Haus steht im Norden der Anlage und war ursprünglich wohl ein Speicher. Um 360 n. Chr. wurde der Bau grundlegend umgebaut. Der Eingang lag im Osten, von wo man in einen länglichen Vorraum gelangte, der einst ausgemalt war und eine gewölbte Decke hatte. Von dort kam man in die einstige Halle des Speichers, die nach dem Umbau vielleicht ein offener Hof war. Im Westen wurde ein Badetrakt errichtet, dem sich im Süden ein Raum mit geometrischem Mosaik sowie das Trikonchos anschloss, das mit dem Orpheusmosaik ausgestattet war.

## Das Mosaik
Bei dem Mosaik handelt es sich streng genommen um zwei Mosaike, die in zwei nebeneinanderliegenden Räumen liegen, jedoch miteinander verbunden sind und in einem ausgelegt wurden. Im Zentrum des figürlichen Teiles befindet sich die Darstellung des Orpheus. Seine Figur war ein beliebtes Motiv auf spätantiken Mosaiken. Um diese zentrale Figur finden sich vier Felder mit jeweils einer weiblichen Figur auf einem Tier reitend. Es handelt sich wahrscheinlich um die Darstellung der vier Jahreszeiten. Bei diesen Figuren handelt es sich um Kore/Persephone (Winter) auf einer Ziege, Aphrodite/Venus (Frühling) auf einem Hirsch, Nemesis oder Leda (Sommer) mit einem Schwan auf einem Panther und Demeter (Herbst) auf einem Stier. Das Mosaik stammt eventuell von einer Werkstatt, die in oder bei Aquae Sulis (Bath) ihre Basis hatte und Mosaiken herstellte, die in der Forschung als Southern Dobunnic Group zusammengefasst werden.